# Martin Miller
Martin Miller, född Johann Rudolph Müller 2 september 1899 i Kroměříž, Mähren, död 26 augusti 1969 i Innsbruck, Tyrolen, var en österrikisk-brittisk skådespelare.

## Rollista i urval
- 1949 – Den tredje mannen
- 1951 – Da capo
- 1953 – Laddade timmar
- 1960 – Exodus
- 1960 – Peeping Tom – en smygtittare
- 1962 – Den vilda ladyn
- 1962 – Fantomen på Stora operan
- 1962 – Hotel International
- 1963 – 55 dagar i Peking
- 1963 – Den rosa pantern
- 1964 – Den gula Rolls-Roycen
- 1964 – Doctor Who (TV-serie)
- 1964–1965 – Helgonet (TV-serie)
- 1967 – Forsytesagan (TV-serie)